# سن-گابریل-دو-ریموسکی، کبک
سن-گابریل-دو-ریموسکی (به فرانسوی: Saint-Gabriel-de-Rimouski) شهری در منطقه شهری لا میتیس ناحیه با-سن-لوران در استان کبک کانادا است. در سرشماری سال ۲۰۱۱ این شهر ۱٬۲۹۲ نفر جمعیت داشته‌است و مساحت آن ۱۳۲٫۱ کیلومتر مربع است.